# Берч, Ник

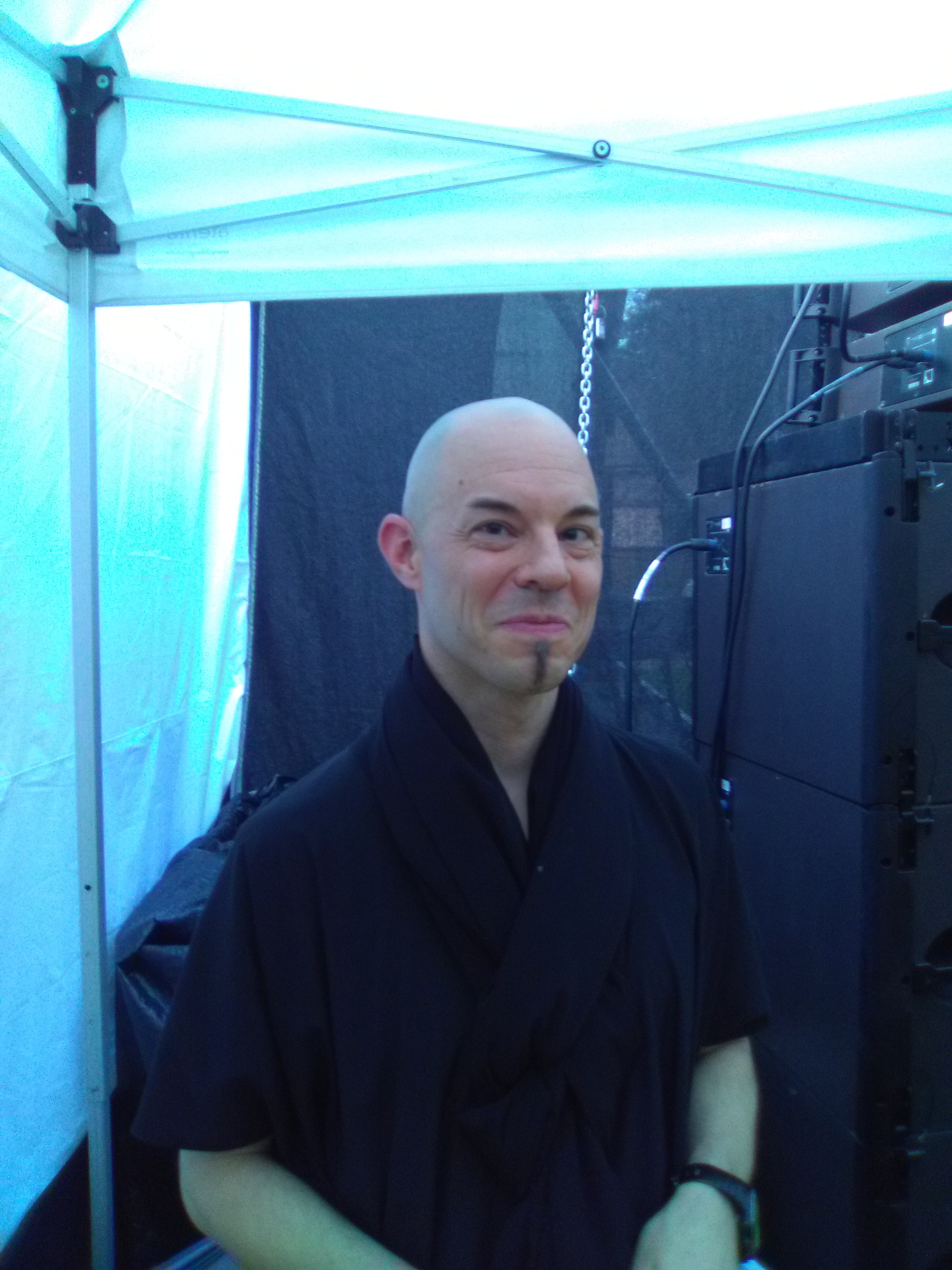
Nik Bärtsch (2016)

Ник Берч (нем. Nik Bärtsch; род. 3 августа 1971, Цюрих) — швейцарский пианист, композитор и продюсер из Цюриха. Начал изучать фортепиано и ударные с 8 лет. В 1997 году он окончил Цюрихскую Высшую школу музыки. Между 1998 и 2001 годами изучал философию, языкознание и музыковедение в Университете Цюриха.

## Карьера

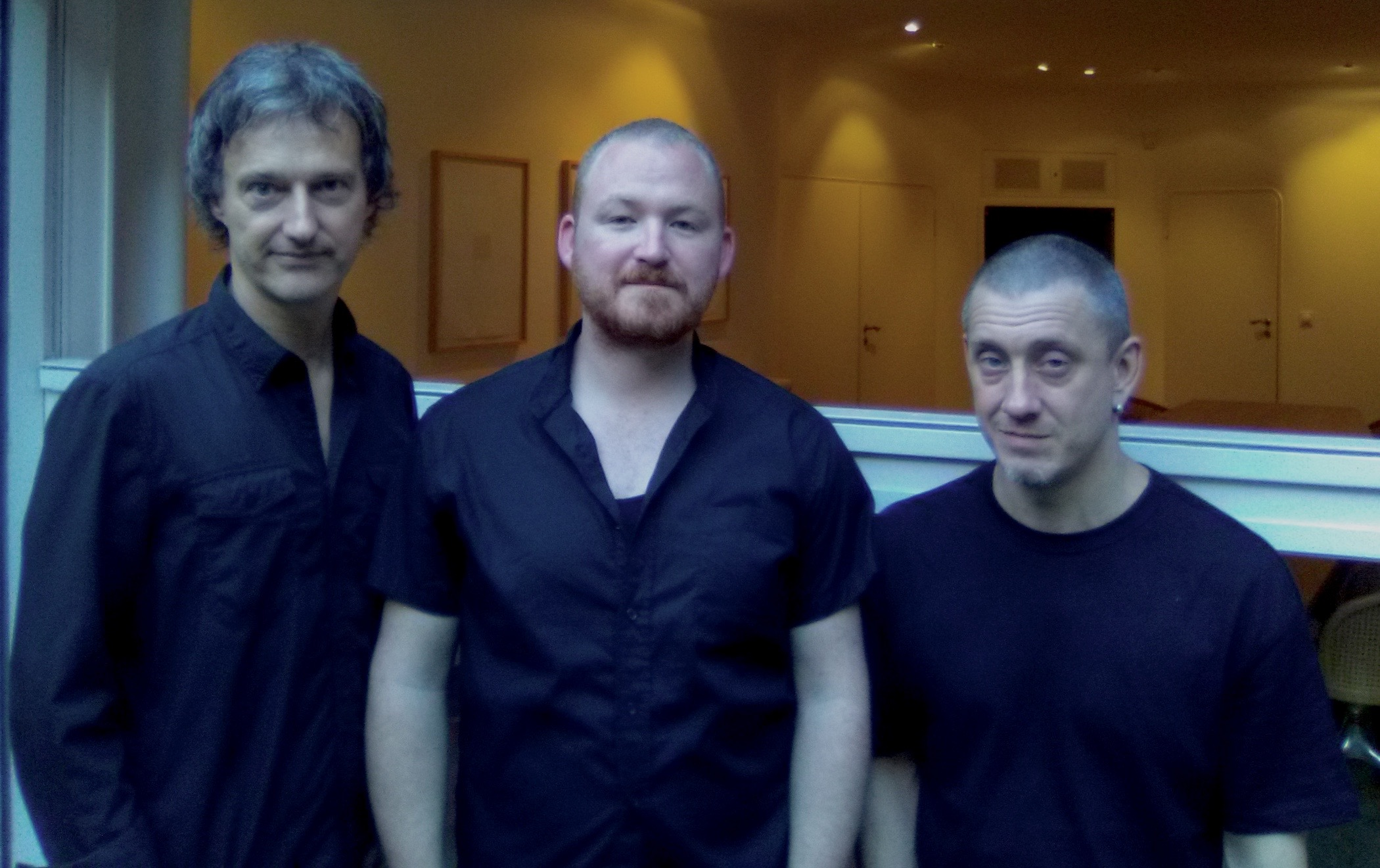
Ronin (2016)

Ник Берч в настоящее время работает в 3 параллельных музыкальных проектах: как сольный исполнитель, с акустической группой Mobile и с «дзэн-фанк»-группой Ronin. В качестве сольного исполнителя он исполняет свои собственные композиции на подготовленном фортепиано с ударными. Группа Mobile играет исключительно акустическую музыку, исполняемую на ритуалах продолжительностью до 36 часов, которые также включают в себя иллюминацию. Группа Ronin, напротив, является более гибкой и играет ритмически сложные композиции, которые содержат элементы джаза, фанка и акустического рока. С 1997 группа Mobile включает в себя следующих исполнителей: Каспар Раст (барабаны), Матс Эзер (бас) и Ша (кларнеты); с 2001 года в составе группы Ronin играют Раст и Ша из Mobile вместе с Бьёрном Мейером (бас) и Анди Пупато (ударные).
Ранние проекты Берча были выпущены на лейбле Ronin Rhythm Records, в 2006 Берч подписал контракт на лейбле ECM и выпустил три альбома.

### Дискография
Nik Bärtsch’s Ronin:
- 2018 Awase, ECM
- 2012 Live, ECM
- 2010 Llyrìa, ECM
- 2008 Holon, ECM
- 2006 Stoa, ECM
- 2004 Rea, Ronin Rhythm Records
- 2003 Live, Ronin Rhythm Records
- 2002 Randori, Ronin Rhythm Records

Nik Bärtsch’s Mobile:
- 2016 Continuum, ECM
- 2004 Aer, Ronin Rhythm Records
- 2001 Ritual Groove Music, Ronin Rhythm Records

Nik Bärtsch solo:
- 2002 Hishiryo, Ronin Rhythm Records